# Agnes von Rochlitz

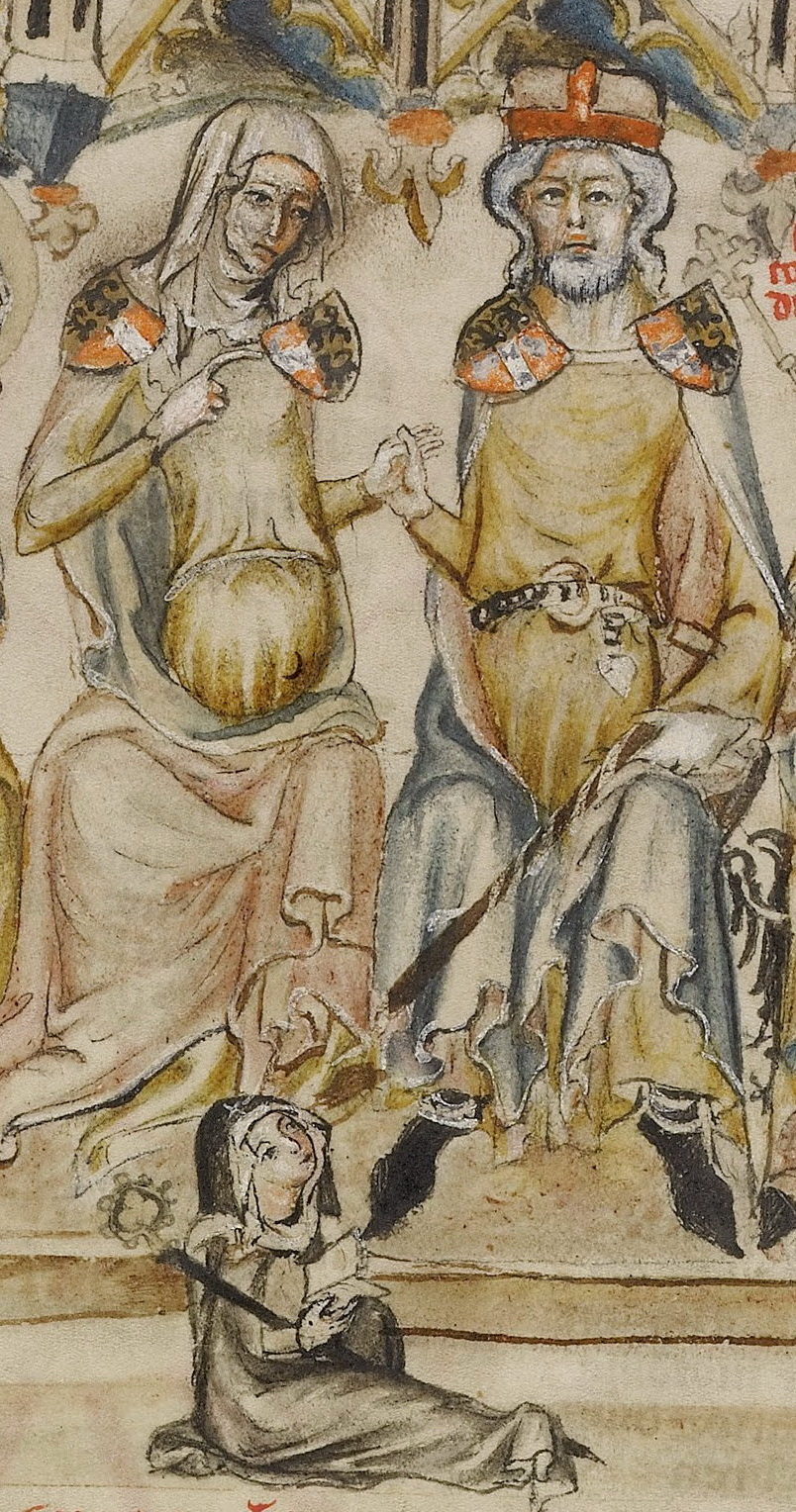
Agnes von Rochlitz mit ihrem Gatten Berthold IV. sowie Tochter Mechthild

Agnes von Rochlitz (* 1152; † 25. März 1195 in Dießen am Ammersee), auch Anežka z Rochlitz bzw. Agnes von Wettin aus dem Haus der Wettiner, Herzogin von Meranien, war eine deutsche Adlige und Mutter mehrerer europäischer Königinnen.
Agnes war die einzige Tochter des Markgrafen Dedo III. der Lausitz und seiner Frau Mechthilde von Heinsberg. Sie hatte fünf Brüder, unter anderem Konrad II. von Landsberg und Philipp, Probst zu Xanten.
Sie heiratete Graf Berthold IV. von Andechs, Vasall des Kaisers und einer der damals einflussreichsten und mächtigsten Fürsten Europas, und erhielt durch diese Ehe den Titel einer Herzogin von Andechs. Dieser nahm 1186 an König Heinrichs VI. Italienzug teil, später dann in Kaiser Barbarossas Heer am Dritten Kreuzzug.
Agnes von Rochlitz liegt in Dießen begraben.

## Nachkommen
Agnes hatte acht Kinder, darunter drei Königinnen:
- Otto VII., † 7. Mai 1234 in Besançon, 1205 Herzog von Meranien, 1211 Pfalzgraf von Burgund, 1228–1230 Markgraf von Istrien, begraben im Kloster Langheim; ⚭ I 21. Juni 1208 in Bamberg Beatrix von Staufen, Pfalzgräfin von Burgund, † 7. Mai 1231, Tochter des Otto I. Pfalzgraf von Burgund (Staufer); ⚭ II Sophie von Anhalt, † zwischen 23. November 1273 und 5. Januar 1274, Tochter des Fürsten Heinrich I. (Askanier)
- Heinrich, † 18. Juli 1228 in Windischgraz, 1205 Markgraf von Istrien, 1209–1211 geächtet aufgrund seiner angeblichen Teilnahme an der Ermordung des Königs Philipp von Schwaben; ⚭ vor 1207 Sophie von Weichselburg, † 28. Februar 1256, Tochter des Grafen Albert
- Ekbert, † 6. Juni 1237 in Wien, 1234 Vormund des Herzogs Otto II., 1192 Propst von St. Gangolf in Bamberg, 1202 Dompropst in Bamberg, 1203–1237 Bischof von Bamberg, 1209–1212 geächtet
- Berthold, † 23. Mai 1251, 1205/06 Elekt und 1212 Erzbischof von Kalocsa, 1218 Patriarch von Aquileia
- Agnes, * wohl 1180, † 29. Juli 1201 im Château Poissy, dort auch begraben; ⚭ 1. Juni 1196, geschieden 1200, Philipp August, 1180 König von Frankreich, † 14. Juli 1223 in Mantes-la-Jolie, bestattet in der Basilika Saint-Denis (Kapetinger)
- Gertrud, † ermordet 8. September 1213; ⚭ vor 1203 Andreas II. König von Ungarn, † 21. September 1235 (Arpaden) (die Eltern der heiligen Elisabeth von Thüringen)
- Hedwig die Heilige, * 1176/80, † 14. Mai 1243 als Äbtissin der Zisterzienser in Trebnitz, heiliggesprochen am 26. März 1267, begraben in Trebnitz; ⚭ 1188/92 Heinrich I. Herzog von Schlesien, Krakau und Großpolen, † 19. März 1238 (Piasten)
- Mechthild, † 1. Dezember 1254, vor 1214 als Nonne in Sankt Theodor in Bamberg, 1215 Äbtissin von Kitzingen
- Tochter, ⚭ 24. April 1190 Sohn des Großžupans Tohu aus dem Haus der Nemanjiden